# Arrebatamiento
El arrebatamiento, arrebatamiento de la Iglesia, rapto o rapto de la Iglesia es un concepto escatológico y teológico sostenido por algunos cristianos, particularmente dentro de las ramas del evangelicalismo, que consiste en  la creencia de que al descender Jesús del Cielo, los muertos que llevaron una vida cristiana resucitarán, y los creyentes que se hallen vivos serán raptados o llevados de la tierra junto con ellos (los creyentes muertos resucitados) para encontrarse con Dios en el Cielo. El término se usa con mayor frecuencia entre los teólogos cristianos conservadores en los Estados Unidos. El término rapto también se ha utilizado para una unión mística con Dios o para la vida eterna en el Cielo.
Existen diferentes puntos de vista sobre el momento exacto del rapto y si el regreso de Cristo ocurrirá en uno o dos eventos. El pretribulacionismo distingue el rapto de la segunda venida de Jesucristo mencionada en el Evangelio de Mateo, 2 Tesalonicenses y Apocalipsis. Este punto de vista sostiene que el rapto precederá a la Tribulación de siete años, que culminará con la segunda venida de Cristo y será seguida por un Reino Mesiánico de mil años. Los adherentes a esta perspectiva se conocen como dispensacionalistas premilenaristas. Esta teoría surgió de las traducciones de la Biblia que John Nelson Darby analizó en 1833. El pretribulacionismo es el punto de vista más extendido en Estados Unidos hoy en día, aunque este punto de vista se disputa dentro del evangelicalismo.
También hay puntos de vista diferentes entre los cristianos con respecto a la reunión descrita en 1 Tesalonicenses 4. La mayoría de las iglesias cristianas y de la línea principal en general no se suscriben a los puntos de vista pretribulacionales. Los católicos, ortodoxos orientales, anglicanos, episcopales, luteranos, presbiterianos, metodistas, la Iglesia Unida de Cristo y la mayoría de los cristianos reformados generalmente no usan el rapto como un término teológico específico, ni se suscriben generalmente a los puntos de vista dispensacional premilenaristas asociados con su uso. En cambio, estos grupos típicamente interpretan el rapto en el sentido de la reunión de los elegidos con Cristo en el Cielo después de su segunda venida y rechazan la idea de que un gran segmento de la humanidad será dejado en la tierra por un período prolongado de tribulación después de los eventos descritos en 1 Tesalonicenses 4:17.

## Etimología
El versículo citado de la Primera epístola a los tesalonicenses, originalmente escrita en griego común o helenístico (koiné), utiliza la palabra ἁρπαγησόμεθα (harpaguesómeza), que podría traducirse como ‘seremos arrebatados’, ‘seremos llevados’ o frases parecidas. La palabra es una conjugación del verbo ἁρπάζω (harpadsō), que significa ‘arrebatar’, ‘tomar’, ‘llevar, ‘raptar’ y verbos similares.
En la Vulgata, ἁρπαγησόμεθα (harpaguesómeza) se traduce al latín como rapiemur, de significado similar, que proviene del verbo rapio (‘raptar’, ‘arrebatar’, ‘llevar’ ‘tomar por la fuerza’ o verbos similares).

### Principios
1. Aquellos que estén vivos y permanezcan hasta la Venida del Señor no precederán a los que están muertos. (1 Tes 4:15)
2. Los muertos en Cristo resucitarán primero. (1 Tes 4:16)
3. Los vivos y los muertos resucitados serán llevados juntos en las nubes para encontrarse con el Señor en el aire. (1 Tes 4:17)
4. El arrebatamiento ocurrirá durante la Parusía. "los que están vivos y permanecen hasta la Venida del Señor (Parousia en griego), serán arrebatados juntamente con ellos [los muertos resucitados] en las nubes para recibir al Señor en el aire" (1 Tes 4:17)
5. La reunión con el Señor será permanente. "Y así estaremos siempre con el Señor" (1 Tes. 4:17)

## Tiempo
Según 1 Tesalonicenses 4: 16-17 y Mateo 24: 37-40, el arrebatamiento ocurriría en la Parusía del Señor, donde se usa la palabra griega "Parousia" para describir los eventos:
| 1 Tesalonicenses 4:15-17 NVI | Mateo 24:37-40 NVI |
| --- | --- |
| 15 Conforme a lo dicho por el Señor, afirmamos que nosotros, los que estemos vivos y hayamos quedado hasta la venida del Señor (παρουσία Parousia), de ninguna manera nos adelantaremos a los que hayan muerto. 16 El Señor mismo descenderá del cielo con voz de mando, con voz de arcángel y con trompeta de Dios, y los muertos en Cristo resucitarán primero. 17 Luego los que estemos vivos, los que hayamos quedado, seremos arrebatados junto con ellos en las nubes para encontrarnos con el Señor en el aire. Y así estaremos con el Señor para siempre. | 37 La venida del Hijo del hombre (παρουσία Parousia) será como en tiempos de Noé. 38Porque en los días antes del diluvio comían, bebían y se casaban y daban en casamiento, hasta el día en que Noé entró en el arca; 39y no supieron nada de lo que sucedería hasta que llegó el diluvio y se los llevó a todos. Así será en la venida del Hijo del hombre. (παρουσία Parousia) 40Estarán dos hombres en el campo: uno será llevado y el otro será dejado. |

En los puntos de vista amilenarista y post-milenarista no hay distinciones en el momento del arrebatamiento. Estos puntos de vista consideran que el arrebatamiento descrito en 1 Tesalonicenses 4:15-17 sería idéntico a la Segunda Venida de Cristo descrito en Mateo 24:29-31 después de un milenio simbólico.
En el punto de vista pre-milenarista, el arrebatamiento sería antes de un milenio literal. Dentro del pre-milenarismo, la posición pre-tribulacionista es la visión más predominante entre todas que distingue el arrebatamiento y la segunda venida como dos eventos diferentes. También hay otras posiciones dentro del pre-milenarismo que difieren con respecto al momento del rapto.

## Teorías
Existen tres corrientes teológicas en cuanto a la interpretación teórica de los pasajes bíblicos relacionados con el rapto. Se debe tener en cuenta que estas, a su vez, se subdividen en otras y no son propias de denominaciones particulares:
- Amilenaristas. Rechazan la creencia de que Jesús tendrá un reinado físico de mil años literales en la tierra. Sostienen que los mil años mencionados en Apocalipsis 20 es un número figurativo, no una descripción literal, interpretado como un tiempo indefinido entre la fundación de la Iglesia y la segunda venida de Cristo,[19] y que Jesús reina ya desde el Cielo junto con sus santos a través de su Iglesia. Los amilenaristas no suelen usar el término rapto o arrebatamiento para referirse al evento del encuentro de ellos con Jesús en el Cielo, para ellos este suceso sucederá en un mismo evento con la Segunda Venida de Cristo, durante la cual tendrá lugar la resurrección general y el juicio final, donde todos (justos e injustos), luego de haber sido resucitados, serán juzgados según sus obras, los justos serían llevados (raptados) al cielo y los malvados serían llevados al infierno. Entre estos figuran la Iglesia católica y algunos grupos protestantes tradicionales.[20]

- Premilenaristas. Creen que Jesús regresará por segunda vez a la tierra para reinar físicamente sobre ella durante un periodo de mil años literales tras el cual sucederá el juicio final. Se subdivide a su vez en varias corrientes teológicas (todas ellas sostenidas por algunas denominaciones evangélicas, como por ejemplo los pentecostales):
  - Postribulacionistas. Creen, de acuerdo con 2 Tesalonicenses 2:1-4, que el arrebatamiento ocurrirá tras la manifestación del Anticristo y al término de la Gran Tribulación. Los premilenaristas postribulacionistas ven el arrebatamiento, al igual que los amilenaristas y posmilenaristas, como un suceso que sucederá en un mismo evento con la Segunda Venida de Cristo. Esta fue la doctrina sostenida por los escritores paleocristianos y los reformadores protestantes de la Edad Media.[cita requerida] Muchas Iglesias evangélicas y protestantes sostienen esta visión.[cita requerida]
  - Pretribulacionistas. Creen que el arrebatamiento ocurrirá tras la manifestación del Anticristo y antes de la Gran Tribulación (2 Tesalonicenses 2:1-4). Después de este periodo ocurriría la segunda venida de Cristo para reinar en la Tierra físicamente por mil años literales. Después del milenio acontecería el juicio final y la construcción del «nuevo cielo» y de la «nueva Tierra».[21][22][23]  Esta doctrina es relativamente reciente (de hace poco más de un siglo). Desde 1832 formó parte de las tesis dispensacionalistas de John Nelson Darby, quien se refería al arrebatamiento como «el misterio del rapto». Fue incorporada a la Biblia de Referencia Scofield en 1909. Tras la publicación del libro de Hal Lindsey La agonía del gran planeta Tierra en 1970 y la difusión de varias películas, hoy se ha convertido en una doctrina muy popular en el seno de muchas Iglesias evangélicas (por ejemplo, la Iglesia Metodista Pentecostal, la Iglesia Internacional del Evangelio Cuadrangular, las Asambleas de Dios y la mayoría de las Iglesias pentecostales).
  - Semitribulacionistas. Llamados mid-tribulationists en inglés, consideran que la Iglesia pasará los primeros 42 meses en la Tierra y que el arrebatamiento ocurrirá aproximadamente a la mitad de la semana 70 (semana de 7 años bíblicos [de 360 días de duración] referente a la profecía de las Setenta Semanas escrita en Daniel 9:24-27; creen que es antes de la Gran tribulación, que dura los últimos 42 meses finales de la semana 70 —Mateo 24:20-21 y Apocalipsis 13:5—). A la mitad de la Tribulación, el Anticristo se convertiría en la «abominación de la desolación», por la profanación del Tercer templo de Jerusalén, que habrá de ser construido al lado del Domo de la Roca.
  - Preíra. Esta postura considera que el rapto ocurrirá en la segunda mitad de la Tribulación, antes de la segunda venida. Se trata de una doctrina postribulacionista que adelanta el arrebatamiento un poco antes de finalizada la Tribulación. Divide la semana 70 en 3 períodos: del primer al tercer sello, conocido como «principio de los dolores del parto»; del cuarto al sexto sello, denominado la «Gran Tribulación del Anticristo»; y del sexto sello en adelante, llamado el «día de la ira del Señor». Los creyentes en esta doctrina consideran que el rapto ocurrirá cuando se abra el sexto sello. Para entonces, muchos cristianos habrían sido asesinados como mártires por el Anticristo.
  - Parcial. Esta teoría sostiene que los verdaderos cristianos serán arrebatados antes, en medio de o después de la Tribulación, dependiendo de la verdadera conversión a la fe. Por lo tanto, el rapto de un creyente se determina por el tiempo de su conversión durante la Tribulación. Los defensores de esta teoría sostienen que solo los que son fieles a la Iglesia serán raptados al inicio de la Tribulación y que el resto de los creyentes lo serán en algún momento durante esta o al final.
- Posmilenaristas. Creen que la segunda venida de Cristo ocurre después del "milenio", una edad de oro en el que la ética cristiana prospera.[24][25][aclaración requerida]. Tienen dos posturas sobre el milenio, algunos creen que los mil años son literales, mientras que para otros es figurativo. Durante dicho milenio, literal o figurativo, ocurriría la cristianización completa de todo el mundo donde existirá un periodo de justicia y paz (cosa que aún no sucede) y al término de este, sucedería la segunda venida de Cristo. Los posmilenaristas comúnmente ven el arrebatamiento, al igual que los amilenaristas y los premilenaristas postribulacionistas, como un suceso que sucederá en un mismo evento con la Segunda Venida de Cristo[aclaración requerida]